# Church Minshull
Church Minshull is een civil parish in het bestuurlijke gebied Cheshire East, in het Engelse graafschap Cheshire met 426 inwoners.